# Croatia Records
Croatia Records е най-голямата хърватска звукозаписна компания със седалище в Загреб. Компанията е основана през 1990 г. на базата на компанията Jugoton. Архивът на компанията включва около 70 000 записа на песни на музиканти и групи от бившата Югославия. Като продължение на Jugoton, от който наследява тази богата аудио- и видеоколекция, Croatia Records активно преиздава многобройни дигитално обработени поп и рок заглавия от бивша Югославия. Следвайки световната ретро тенденция, компанията решава да въведе отново и грамофонни плочи.

## История
На 10 юли 1947 г. на територията на национализирания загребски завод Elektrotron e създадено предприятието Jugoton. През първите години от съществуването си компанията изработва около 33 000 грамофонни плочи. От 1956 г. Jugoton произвежда 25-сантиметрови плочи от поливинилхлорид. Първите от тях са записи на народни песни – Pjeva vam Ivo Robić.
С течение на времето Jugoton започва да подписва договори с най-големите звукозаписни компании в света – RCA, Polydor, Decca, EMI и други. По лиценз на фабриката в Загреб за вътрешния пазар са пуснати плочи на Елвис Пресли, Мадона, Дейвид Боуи, The Beatles, The Rolling Stones, U2, Kraftwerk, Queen, Deep Purple, Pink Floyd, Iron Maiden, Modern Talking, Depeche Mode, Елтън Джон, Ани Ленъкс, Бони Тайлър и много други западни изпълнители. Компанията притежава и широка мрежа от музикални магазини на територията на СФРЮ.
Jugoton е особено популярен сред младите хора зад Желязната завеса, които не могат да пътуват до западните страни и рядко имат достъп до западна музика. Един от начините да се сдобият с музика на западни изпълнители е да пазаруват в СФРЮ, която не е страна от Източния блок, а член на Движението на необвързаните страни и до голяма степен отворена за западни влияния. Така югославските издания на западни изпълнители се превръщат в своеобразен символ на западната попкултура в Източна Европа.
Много изпълнители, които представят Югославия на „Евровизия“, имат договори с Jugoton, включително победителят в конкурса за 1989 г. – групата Riva от Загреб.
През 1990 г. Jugoton е приватизиран. Започва разпадането на Югославия, поради което новият председател на борда на директорите, хърватският композитор Джордже Новкович, преименува компанията на Croatia Records. Дружеството придобива формата на акционерно дружество, управлявано от съвет на директорите, и започва да се специализира в издаването на албуми на предимно хърватски изпълнители в различни музикални стилове. По време на съществуването му се появяват популярни изпълнители и групи като Azra, Arsen Dedić, Anna Vidović, Hladno pivo, Novi fosili, Prljavo kazalište, Marko Perković, Severina Vučković и много други. От 2000 г. Croatia Records се управлява от AUTOR d.o.o. През 2001 г. музикантът Мирослав Шкоро оглавява Croatia Records до оставката си през 2006 г. Компанията става член на Международната федерация на продуцентите на звукозаписи (IFPI).